# Fredrik Gewalt

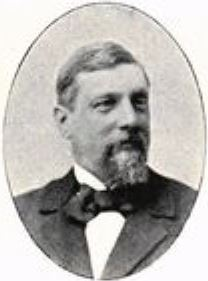
Fredrik Gewalt.

Bror August Fredrik Gewalt, född 9 november 1849 i Göteborg, död 21 juni 1932 i Stockholm, var en svensk ingenjör och arkitekt.
Gewalt blev elev vid Chalmersska slöjdskolan 1865 och avlade avgångsexamen 1870. Han var elev hos första fyringenjören, kapten Carl Sandell, 1870–1872, nivellör vid Bergslagernas Järnvägar 1872–1875, biträdande ingenjör vid Göteborgs stadsingenjörskontor och vid järnvägsundersökningar 1876–1877 samt stadsingenjör i Arboga stad 1877 och i Västerås stad 1877–1909. Han var därefter verksam som konsulterande ingenjör i Stockholm.

## Verk i Västerås
- Tullhus (1880)
- Klapphus (1883)
- Bostadshus, Vasaparken 4 (1886)
- Bostadshus, Östra Kyrkogatan 4 (1886)
- Spruthus (1887)
- Keijsers Metallfabrik, Blåsbogatan 14 (1901)